# Ruslanova (inslagkrater)
Ruslanova is een inslagkrater op de planeet Venus. Ruslanova werd in 1985 genoemd naar de Sovjet-Russische folkzangeres Lidia Roeslanova (1900–1973).
De krater heeft een diameter van 44,3 kilometer en bevindt zich in het quadrangle Snegurochka Planitia (V-1).